# بخش هارمونی (شهرستان مورو، اوهایو)
بخش هارمونی (به انگلیسی: Harmony Township) یک منطقهٔ مسکونی در ایالات متحده آمریکا است که در شهرستان مورو، اوهایو واقع شده‌است.
 بخش هارمونی ۶۲٫۱ کیلومتر مربع مساحت و ۲٬۶۲۶ نفر جمعیت دارد و ۳۷۲ متر بالاتر از سطح دریا واقع شده‌است.